# Лунссенс, Мартин
Мартин Лунссенс (нидерл. Martin Lunssens; 16 апреля 1871 — 1 февраля 1944) — бельгийский композитор и дирижёр.
Учился в Брюссельской консерватории у Франсуа Геварта и Хуберта Фердинанда Куфферата. В 1895 г. за кантату «Каллироя» был удостоен бельгийской Римской премии, аналогичной соответствующей французской. Как дирижёр работал в Антверпенской опере, специализируясь прежде всего на операх Рихарда Вагнера. Преподавал в Кортрейке и Шарлеруа, с 1924 года возглавлял Гентскую консерваторию. Автор трёх симфоний (Римской, Флорентийской и Французской), симфонических поэм «Ромео и Юлия», «Федра», «Сид», скрипичного и виолончельного концертов, фортепианной, хоровой и вокальной музыки.